# Ensaios da Anitta
Los Ensaios da Anitta son una serie de espectáculos en vivo realizados por la cantante Anitta, dirigidos a celebrar la temporada previa al Carnaval en Brasil. Lanzados en enero de 2019, estos eventos se realizan anualmente en enero y febrero, recorriendo diversas ciudades brasileñas como Rio de Janeiro, São Paulo, Brasília y Belo Horizonte.   Estos espectáculos fueron creados por Anitta como una forma de preparar a su público para su fiesta callejera de Carnaval, el «Bloque de Anitta», ofreciendo una combinación de música en vivo, danza y presentaciones temáticas.  
Cada edición de los Ensaios da Anitta tiene su propio tema, el cual influye en la producción visual, incluyendo el diseño del escenario, los trajes y la estética general del evento.   El tema a menudo inspira los disfraces del público asistente, que frecuentemente llega vestido con trajes temáticos. Un ejemplo de esto fue la edición de 2024, que tuvo como tema las escuelas de samba.   
Los espectáculos presentan un repertorio que mezcla varios géneros musicales, como funk, pop, samba, pagode y axé. Además de las actuaciones de Anitta, los Ensaios también incluyen apariciones especiales de otros artistas populares   A lo largo de las ediciones, artistas como Pabllo Vittar, Luísa Sonza, Gloria Groove, Jão, entre otros, han subido al escenario, ofreciendo al público colaboraciones exclusivas y actuaciones conjuntas. 

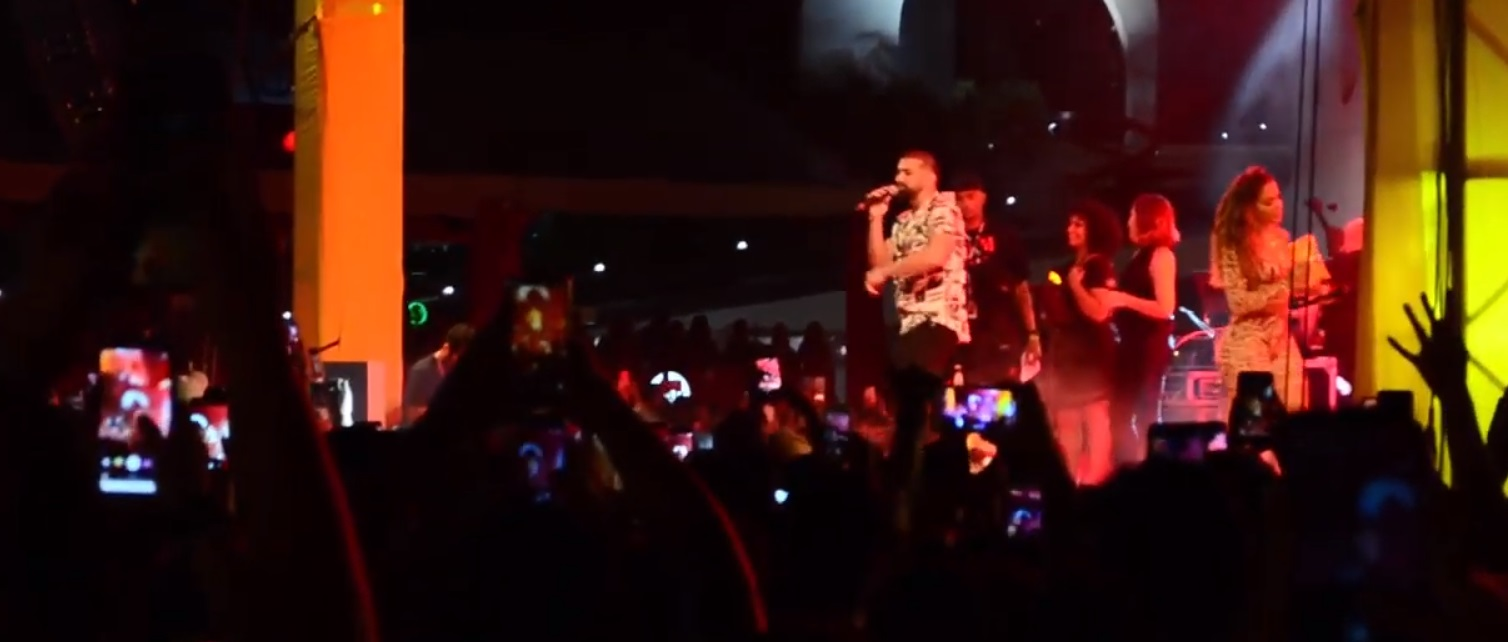
Ensaios de Anitta en 2020.

Los Ensaios se han destacado por su producción a gran escala y por llevarse a cabo en grandes recintos al aire libre, como el Mineirão, en Minas Gerais, y el Memorial da América Latina, en São Paulo.   El público en estos eventos es diverso, desde miles de fanáticos de Anitta hasta personas que buscan disfrutar del ambiente del Carnaval.  Desde su creación, el evento ha agotado rápidamente sus entradas, consolidándose como una de las principales atracciones del calendario veraniego brasileño.   
El crecimiento del proyecto ha llevado a expandir su presencia a varias regiones de Brasil, convirtiéndose en un evento itinerante que atrae tanto a turistas como a locales.    Para 2025, Anitta ha elegido el tema «Maratón de Baile» (Marotona de Jogação), inspirado en los Juegos Olímpicos.  
La edición de 2025 recaudó más de 120 toneladas de alimentos no perecederos para comunidades indígenas. 

## Internacionalización
La cantante ha anunciado planes para expandir su evento a un escenario global. Anitta reveló que Portugal podría ser uno de los primeros países en albergar el proyecto.  

## Ediciones

### 2019
| Tema                | Tema                           | Tema                   | Tema                                             | Tema   |
| ------------------- | ------------------------------ | ---------------------- | ------------------------------------------------ | ------ |
| Mariah Carey        |                                |                        |                                                  |        |
| Fecha               | Ciudad / Estado                | Ubicación              | Invitados                                        | Ref.   |
| 20 de enero de 2019 | Rio de Janeiro, Rio de Janeiro | Jockey Club Brasileiro | - Atitude 67 - Melim - Tchakabum - Nego do Borel | [ 27 ] |

### 2020
| Tema                  | Tema                           | Tema                       | Tema                                                                          | Tema   |
| --------------------- | ------------------------------ | -------------------------- | ----------------------------------------------------------------------------- | ------ |
| Reino animal          |                                |                            |                                                                               |        |
| Fecha                 | Ciudad / Estado                | Ubicación                  | Invitados                                                                     | Ref.   |
| 12 de enero de 2020   | Río de Janeiro, Río de Janeiro | Jockey Club Brasileño      | - MC Rebecca - Jorge Vercilo - DJ Zulu - Papatinho - Gaab                     | [ 28 ] |
| 25 de enero de 2020   | São Paulo, São Paulo           | Memorial da América Latina | - Gustavo Mioto - Leo Santana - Dilsinho - Mila - DJ Zulu - DJ Luisa Viscardi | [ 29 ] |
| 26 de enero de 2020   | Río de Janeiro, Rio de Janeiro | Jockey Club Brasileño      | - MC Rebecca - Jorge Vercilo - DJ Zulu - Papatinho - Gaab                     | [ 30 ] |
| 19 de febrero de 2020 | Salvador, Bahía                | Circuito Barra-Ondina      | - Harmonia do Samba - Leo Santana                                             | [ 31 ] |
| 26 de febrero de 2020 | Río de Janeiro, Río de Janeiro | Lagoon                     | - Psirico - Péricles                                                          | [ 32 ] |

### 2021
| Tema                  | Tema                           | Tema      | Tema            | Tema   |
| --------------------- | ------------------------------ | --------- | --------------- | ------ |
| Zodíaco               |                                |           |                 |        |
| Fecha                 | Ciudad / Estado                | Ubicación | Invitados       | Ref.   |
| 13 de febrero de 2021 | Angra dos Reis, Río de Janeiro | Live      | - Márcio Víctor | [ 33 ] |

### 2022
| Tema                  | Tema                           | Tema                       | Tema | Tema   |
| --------------------- | ------------------------------ | -------------------------- | --- | ------ |
| Jugador               |                                |                            | |        |
| Fecha                 | Ciudad / Estado                | Ubicación                  | Invitados | Ref.   |
| 23 de enero de 2022   | Río de Janeiro, Río de Janeiro | Parque Olímpico            | - Xand Avião - Dilsinho - L7NNON - Tchakabum                                                                    | [ 34 ] |
| 29 de enero de 2022   | Guarapari, Espírito Santo      | Cafe de la Musique         | - Pocah - Mc Danny                                                                                              | [ 35 ] |
| 12 de febrero de 2022 | São Paulo, São Paulo           | Memorial da América Latina | - Psirico - Atitude 67 - Pabllo Vittar - MC Danny - Matheus Fernandes - Lexa                                    | [ 36 ] |
| 13 de febrero de 2022 | Río de Janeiro, Río de Janeiro | Parque Olímpico            | - Psirico - Pedro Sampaio - Gloria Groove - Menos é Mais - Rennan da Penha - WC no BEAT - Felipe Mar - Jordania | [ 37 ] |

### 2023
| Tema                  | Tema                           | Tema                              | Tema | Tema   |
| --------------------- | ------------------------------ | --------------------------------- | --- | ------ |
| Guerreras femeninas   |                                |                                   | |        |
| Fecha                 | Ciudad / Estado                | Ubicación                         | Invitados                                                                                               | Ref.   |
| 7 de enero de 2023    | Salvador, Bahia                | Centro de Convenções da Bahia     | - Psirico - Xanddy - Timbalada                                                                          | [ 38 ] |
| 8 de enero de 2023    | Río de Janeiro, Río de Janeiro | Riocentro                         | - Maiara & Maraisa - Kevin o Chris - Lexa - Filipe Ret - Matheus Fernandes - Hitmaker - Pocah - Rebecca | [ 39 ] |
| 14 de enero de 2023   | Florianópolis, Santa Catarina  | P12                               | - WC no Beat - Zaac                                                                                     | [ 40 ] |
| 15 de enero de 2023   | São Paulo, São Paulo           | Memorial da América Latina        | - Gloria Groove - Valesca Popozuda - Xand Avião - Luedji Luna - Filipe Ret - Mc Lan - Mc Danny - Zaac   | [ 41 ] |
| 21 de enero de 2023   | Brasilia, Distrito Federal     | Na Praia Parque                   | - Mc Danny - Melim - DJ Guuga - Natiruts                                                                | [ 42 ] |
| 28 de enero de 2023   | Recife, Pernambuco             | Arena de Pernambuco               | - Juliette - Luísa Sonza - Nattan - Priscila Senna                                                      | [ 43 ] |
| 29 de enero de 2023   | Río de Janeiro, Río de Janeiro | Riocentro                         | - Dilsinho - Ferrugem - Silva - MC Cabelinho - MC Ryan SP - Banda Eva                                   | [ 44 ] |
| 11 de febrero de 2023 | São Paulo, São Paulo           | Memorial da América Latina        | - Pabllo Vittar - Jão - Mari Fernandez                                                                  | [ 45 ] |
| 12 de febrero de 2023 | Curitiba, Paraná               | White Hall - Arena Jockey Eventos | - Di Propósito - Zaac - WC no Beat                                                                      | [ 46 ] |

#### Lista de canciones
1. Simply the Best
2. I'd Rather Have Sex
3. Practice
4. Envolver
5. Downtown
6. Maria Elegante
7. Me Gusta
8. Lobby
9. Faking Love
10. Some que Ele Vem Atrás
11. Loka
12. Você Partiu Meu Coração
13. Essa Mina É Louca
14. Contatinho
15. Ai Papai
16. Ela Não Vale Nada
17. Mel
18. Meiga e Abusada
19. Zen
20. Cobertor
21. Bang
22. Desce pro Play (Pa, Pa, Pa)
23. Tá com o Papato
24. Tudo Nosso
25. Macetar
26. Gata
27. Bola Rebola
28. Vai Malandra
29. Zen
30. Movimento da Sanfoninha
31. Rave de favela
32. We Are the World of Carnaval
33. Avisa Lá
34. Combatchy
35. Modo Turbo
36. Onda Diferente
37. Favela Chegou
38. No Chão Novinha
39. Que Rabão
40. Show das Poderosas
41. Boys Don't Cry
42. Ai Papai

### 2024
| Tema                | Tema                           | Tema                           | Tema                                                        | Tema   |
| ------------------- | ------------------------------ | ------------------------------ | ----------------------------------------------------------- | ------ |
| Escuela de Samba    |                                |                                |                                                             |        |
| Fecha               | Ciudad / Estado                | Ubicación                      | Invitados                                                   | Ref.   |
| 6 de enero de 2024  | Salvador, Bahia                | Centro de Convenções da Bahia  | - Ivete Sangalo - Dilsinho - Solange Almeida                | [ 47 ] |
| 7 de enero de 2024  | Florianópolis, Santa Catarina  | Arena Opus                     | - Thiago Pantaleão - Marina Sena - Rogerinho                | [ 48 ] |
| 13 de enero de 2024 | Brasilia, Distrito Federal     | Na Praia Parque                | - Pabllo Vittar - MC Daniel                                 | [ 49 ] |
| 14 de enero de 2024 | Fortaleza, Ceará               | Marina Park                    | - Duda Beat - Felipe Amorim - Matuê                         | [ 50 ] |
| 20 de enero de 2024 | Recife, Pernambuco             | Centro de Convenções           | - Marina Sena - Zé Vaqueiro - Raphaela Santos               | [ 51 ] |
| 21 de enero de 2024 | Río de Janeiro, Río de Janeiro | Jockey Club Brasileiro         | - Pedro Sampaio - Lexa - L7nnon                             | [ 52 ] |
| 25 de enero de 2024 | São Paulo, São Paulo           | Memorial da América Latina     | - Claudia Leitte - Luísa Sonza - Teto - WIU - Manu Bahtidão | [ 53 ] |
| 27 de enero de 2024 | Belo Horizonte, Minas Gerais   | Estadio Mineirão               | - Menos é Mais - Djonga - Lauana Prado - DJ Lucas Beat      | [ 54 ] |
| 28 de enero de 2024 | Vitória, Espírito Santo        | Clube Álvares Cabral           | - Pocah - Orochi - Luan Pereira                             | [ 55 ] |
| 3 de marzo de 2024  | Curitiba, Paraná               | Estadio Durival Britto e Silva | - Ana Castela - Atitude 67 - Kevinho                        | [ 56 ] |
| 4 de marzo de 2024  | São Paulo, São Paulo           | Memorial da América Latina     | - Xand Avião - Veigh                                        | [ 57 ] |

#### Lista de canciones
1. Combatchy
2. Modo Turbo
3. Avisa Lá
4. Envolver
5. Bellakeo
6. Terremoto
7. Some que Ele Vem Atrás
8. Loka
9. Você Partiu Meu Coração
10. Essa Mina É Louca
11. Romance com Safadeza
12. Ela Não Vale Nada
13. Ai Papai
14. Contatinho
15. Cobertor
16. Meiga e Abusada
17. Zen
18. Pilantra
19. Bang
20. Desce pro Play (Pa, Pa, Pa)
21. Até o Céu
22. Vai Vendo
23. Lovezinho
24. Nu
25. Mil Veces (remix)
26. Menina Má
27. Me Gusta
28. Sua cara
29. Sin miedo
30. Joga pra Lua
31. Tá com o Papato
32. Tudo Nosso
33. Movimento da Sanfoninha
34. Bola Rebola
35. Vai Malandra
36. Onda Diferente
37. Favela Chegou
38. Rave de Favela
39. No Chão Novinha
40. Não Para
41. Show das Poderosas
42. Boys Don't Cry

### 2025
| Tema                                   | Tema                           | Tema                              | Tema                                               | Tema   |
| -------------------------------------- | ------------------------------ | --------------------------------- | -------------------------------------------------- | ------ |
| Maratón de Baile (Marotona de Jogação) |                                |                                   |                                                    |        |
| Fecha                                  | Ciudad / Estado                | Ubicación                         | Invitados                                          | Ref.   |
| 11 de enero de 2025                    | São Luís, Maranhão             | Área Externa do São Luís Shopping | - Viviane Batidão - J. Eskine                      | [ 58 ] |
| 12 de enero de 2025                    | Fortaleza, Ceará               | Marina Park                       | - MC Danny - WIU - Simone Mendes                   | [ 59 ] |
| 18 de enero de 2025                    | Salvador, Bahia                | Centro de Convenções              | - Zé Vaqueiro - J. Eskine - Rogerinho              | [ 60 ] |
| 19 de enero de 2025                    | Brasilia, Distrito Federal     | Na Praia Parque                   | - Xand Avião - Felipe Amorim                       | [ 61 ] |
| 25 de enero de 2025                    | Recife, Pernambuco             | Área Externa do Cecon             | - MC Daniel - Priscila Senna - Rogerinho           | [ 62 ] |
| 26 de enero de 2025                    | Ribeirão Preto, São Paulo      | Estádio do Comercial              | - Lauana Prado - Pabllo Vittar - Matheus Fernandes | [ 63 ] |
| 1 de febrero de 2025                   | Belo Horizonte, Minas Gerais   | Estadio Mineirão                  | - Rogério Flausino - Henry Freitas                 | [ 64 ] |
| 2 de febrero de 2025                   | Campinas, São Paulo            | Red Eventos - Área Externa        | - Felipe Amorim - Thiaguinho - Jonas Esticado      | [ 65 ] |
| 8 de febrero de 2025                   | Río de Janeiro, Río de Janeiro | Marina da Glória                  | - MC Cabelinho - Grelo - Mari Fernandez            | [ 66 ] |
| 9 de febrero de 2025                   | Río de Janeiro, Río de Janeiro | Marina da Glória                  | - Nattan - Dennis - Dilsinho                       | [ 67 ] |
| 15 de febrero de 2025                  | Curitiba, Paraná               | Pedreira Paulo Leminski           | - Xamã - Mari Fernandez                            | [ 68 ] |
| 16 de febrero de 2025                  | Florianópolis, Santa Catarina  | Arena Floripa                     | - Luan Pereira - Orochi                            | [ 69 ] |
| 22 de febrero de 2025                  | São Paulo, São Paulo           | Parque Villa-Lobos                | - Xand Avião - Jão - Veigh - MC Danny              | [ 70 ] |
| 23 de febrero de 2025                  | São Paulo, São Paulo           | Parque Villa-Lobos                | - Ana Castela - Nattan - Gloria Groove - Livinho   | [ 71 ] |

#### Lista de canciones
1. Avisa Lá
2. Combatchy
3. Lugar Perfeito
4. Sei Que Tu Me Odeia
5. Puta Cara
6. Sabana
7. Lose Ya Breath
8. Double Team
9. Fria
10. Ai Papai
11. Savage Funk
12. Zen
13. Meiga e Abusada
14. Saudade
15. Funk Rave
16. Monstrão
17. Pilantra
18. Paradinha
19. Cria de Favela
20. Envolver
21. Bellakeo
22. Mil Veces
23. Modo Turbo
24. Boys Don't Cry
25. São Paulo
26. Vai Vendo
27. Bang
28. Joga pra Lua
29. No Chão Novinha
30. Me Gusta
31. Sim ou Não
32. Chata pra Caralho
33. Eu Vou Ficar
34. Capa de Revista
35. Bola Rebola
36. Sin Miedo
37. Meme
38. Contatinho
39. Desce pro Play (Pa, Pa, Pa)
40. Que Rabão
41. Menina Má
42. Você Partiu Meu Coração
43. Deixa Ele Sofrer
44. Show das Poderosas